# Премия имени Элайджи Пэриша Лавджоя (для редакторов)
Премия имени Элайджи Пэриша Лавджоя за храбрость в журналистике вручалась ежегодно издателям, которые проявили личную храбрость и мужество при работе над своими еженедельными изданиями. Премия названа в честь Элайджи Пэриша Лавджоя — американского издателя, который был убит из-за того, что отстаивал права чернокожих американцев.
Премия вручалась Международным обществом издателей еженедельных изданий (International Society of Weekly Newspaper Editors), основанном на базе Университета Южного Иллинойса. Критерий для вручения был определён следующим образом:

Получателем награды может статьи издатель из США (впоследствии допускались также канадцы), выбранные за выдающиеся успехи в редакционном деле, включая мужественное выполнение обязанностей перед лицом экономического, политического и социального давления, оказанного на него членами его собственного сообщества. Цель награды заключается в том, чтобы поощрять откровенное и ответственное участие в местных проблемах и противоречиях, а также поощрять тех, когда следует отдать должное грамотной редакторской политике, которая проводится при обстоятельствах, более благоприятных для молчания, нежели для открытого отражения фактов. Поскольку еженедельная работа не предусматривает специализацию, предполагается, что кандидат вполне может использовать несколько форм выражения. Таким образом, именно объединенный эффект от редакционных комментариев и сообщений в новостных колонках, а также личное участие в спорах, учитывается для принятия решения о награждении.

Когда Международное общество редакторов еженедельных газет (ICWNE) переехало из Южного Иллинойса в Северный Иллинойс в 1975 году, оно получило уведомление от Университета Южного Иллинойса, что награда Лавджоя была собственностью университета, а не организации. С того времени награда для редакторов перестала выдаваться, тогда как награда для журналистов и по настоящее время выдается Колледжем Колби.

## Лауреаты
| Год  | Имя лауреата        | Источник |
| ---- | ------------------- | -------- |
| 1957 | Хорас Уэллс         | [ 1 ]    |
| 1958 | Джей Вилкокс Дун    | [ 2 ]    |
| 1960 | Хэзэль Бреннон Смит | [ 3 ]    |
| 1961 | Сэмюэль Вудрин      | [ 4 ]    |
| 1963 | Пенн Джонс          | [ 5 ]    |
| 1967 | J. R. Freeman       | [ 6 ]    |